# سیبراندابورن
سیبراندابورن (به هلندی: Sijbrandaburen) یک منطقهٔ مسکونی در هلند است که در بورنشتاین واقع شده‌است. سیبراندابورن ۳۶۵ نفر جمعیت دارد.